# キム・ヨンジュン (声優)
キム・ヨンジュン（김용준、Kim Yong Joon、1968年8月24日 - ）は、大韓民国の声優。
1997年から韓国MBC（文化放送声優劇会）に所属している。2000年11月にMBCの専属契約を離れ、フリーランスとして活動。

## 出演作品

### アニメ
- シャドーファイター（チアンカ）
- スフィアーズ（ポポミオ議長）

### 吹き替え
- CSI:科学捜査班（アル・ロビンス（ロバート・デヴィッド・ホール））

### CM
- ルカップ(スポーツ用品)
- LG IBM PC
- サムスングループ
- 起亜レトナ（起亜自動車）